# Faces of Stone
Faces of Stone – pieśń i trzeci singel promocyjny brytyjskiego muzyka Davida Gilmoura pochodzący z jego czwartego albumu studyjnego Rattle That Lock i wydany 2 listopada 2015 w formie cyfrowej, a w Polsce do promocji radiowej - 16 listopada 2015 przez Columbia Records.

## Lista utworów
| 1. | "Faces of Stone" (Radio Edit) | 3:53  |
|    |                               |       |
|    |                               | 03:53 |
|    |                               |       |

## Notowania
- Lista Przebojów Trójki: 2[4]
- Lista Przebojów Polskiego Radia PiK: 24[5]